# Outsiders (E-Sport-Team)
Die russische E-Sport Organisation Outsiders ist im Zuge des russischen Krieges in der Ukraine neugegründet worden. Ursprünglich gehört das Team zur russischen Organisation Virtus.pro. Allerdings musste durch Sanktionen der Europäischen Union als auch der USA gegen Russland ein Rebranding vorgenommen werden. 
Insgesamt konnten die Outsiders in Counter-Strike: Global Offensive, aber auch in Titeln, die durch weniger bekannte Teams vertreten werden (Dota 2, Tom Clancy’s Rainbow Six Siege) über 700.000 US-Dollar an Preisgeldern erringen.
Im März 2023 kehrten die Spieler zurück zu Virtus.pro, das zwischenzeitlich vom armenischen Geschäftsmann Nikolai Petrossian gekauft und wieder für internationale Turniere zugelassen wurde.

## Geschichte und Erfolge
Bereits vor dem Rebranding der Organisation spielte das Team in der gegenwärtigen Formation zusammen und konnte unter anderem die Flashpoint Season 2 und damit 500.000 US-Dollar Preisgeld gewinnen. Ab März 2022 spielte das Team unter dem Namen Outsiders. Der Name, Outsiders steht für Außenseiter, ist eine Anspielung auf den Grund des Rebrandings, denn als russische Organisation ist Virtus.pro von Sanktionen anderer Staaten gegen Russland im Zuge des russischen Angriffskriegs in der Ukraine betroffen.
Seit dem Rebranding konnte das Team unter anderem die ESL Challenger at DreamHack Rotterdam 2022 gewinnen. Der größte Erfolg des Teams ist allerdings der Sieg beim IEM Rio Major 2022. Man war als Contenders, also der schlechtesten Qualifikationsstufe, ins Turnier gerutscht und hatte das Qualifikationsturnier Intel Extreme Masters Road to Rio 2022: European RMR B nur auf dem 8. Platz abgeschlossen. Damit gehörte das Team zu den acht am schlechtesten eingestuften Teams beim Major von 24 Teilnehmern. Dennoch konnte man die Challengers Stage mit drei Siegen, unter anderem gegen Fnatic und Team Vitality, bei nur einer Niederlage abschließen und sich so für die nächste Runde qualifizieren. Auch die folgende Legends Stage absolvierte man nach Siegen gegen FURIA Esports, Mousesports und Ninjas in Pyjamas mit 3:1 und zog in die Playoffs ein. Nach Siegen gegen Fnatic und mousesports zog man ins Finale ein, das man mit 2:0 gegen das favorisierte Heroic gewinnen konnte. Das Team konnte so 500.000 US-Dollar an Preisgeld gewinnen.

## Lineup
Das CS:GO-Team setzte sich im November 2022 aus folgenden Spielern zusammen:
- Dzhami „Jame“ Ali (Kapitän)
- Aleksei „Qikert“ Golubev
- Evgeniy „FL1T“ Lebedev
- David „n0rb3r7“ Daniyelyan
- Pyotr „fame“ Bolyshev